# Монарх східний

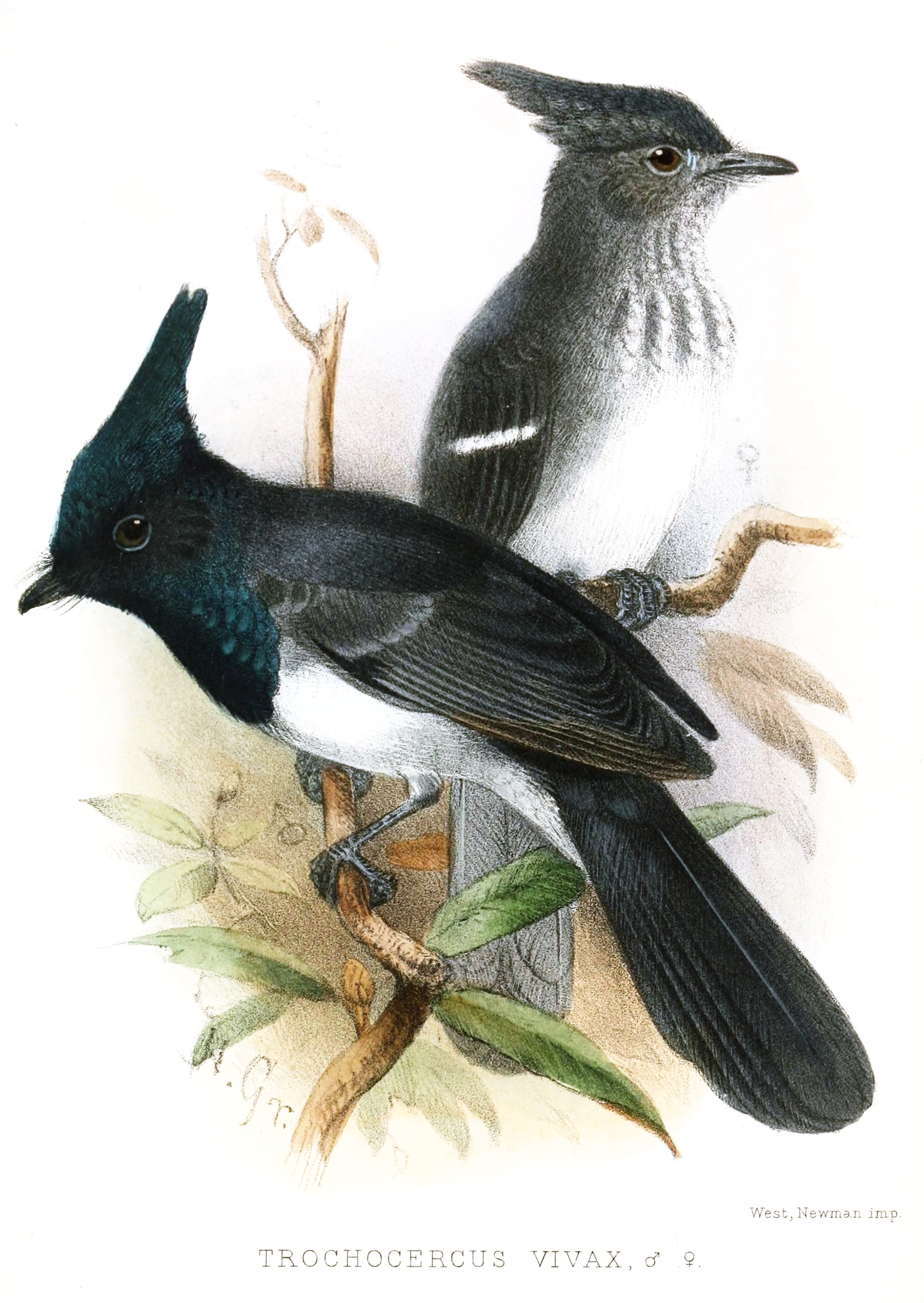
Пара східних монархів

Монарх східний (Trochocercus cyanomelas) — вид горобцеподібних птахів родини монархових (Monarchidae). Мешкає в Африці на південь від Сахари.

## Підвиди
Виділяють п'ять підвидів:
- T. c. vivax Neave, 1909 — від Уганди і північно-західної Танзанії до південного сходу ДР Конго та північної і західної Замбії;
- T. c. bivittatus Reichenow, 1879 — від Сомалі до східної Танзанії;
- T. c. megalolophus Swynnerton, 1907 — від Малаві і північного Мозамбіку до Зімбабве і сходу південноафриканської провінції Квазулу-Наталь;
- T. c. segregus Clancey, 1975 — схід провінції Лімпопо і захід провінції Квазулу-Наталь (ПАР);
- T. c. cyanomelas (Vieillot, 1818) — південь і південний схід ПАР.

Деякі дослідники виділяють підвиди T. c. bivittatus, T. c. vivax і T. c. megalolophus в окремий вид Trochocercus bivittatus.

## Поширення і екологія
Східні монархи поширені в Східній, Центральній і Південній Африці. Вони живуть у вологих рівнинних і гірських тропічних лісах, в сухих тропічних лісах і чагарникових заростях.